# 中村直樹
中村 直樹（なかむら なおき、1982年3月14日 - ）は、奈良県出身のドリフトドライバー。2021年、2024年のD1グランプリシリーズチャンピオンである。

## 来歴
走り屋チームの「BURST」のメンバーとしていかす走り屋チーム天国に出場し頭角を現す。
2005年からD1グランプリ（D1GP）に出場したが、予選落ちが続いた。一方翌2006年よりシルビア（2006年はS13型、2007年以降はS15型）で参戦していたD1ストリートリーガル（D1SL）では次第に好成績を残すようになり、2007年シーズンには最終戦セキアで4位に入り、シリーズランキング5位でシーズンを終えた。翌2008年には第3戦岡山でD1SL初優勝を果たす。
2009年のD1SLでは第2・3・4戦と3連勝し、軸屋清文、横井昌志、田中省己などとのトップ争いを制してシリーズチャンピオンとなった。翌2010年にも2回の優勝を果たし、シリーズ2連覇を達成した。この頃にはD1GPでも散発的ではあるが上位に食い込むようになり、2010年の第4戦岡山では準決勝まで勝ち進んだ。
しかし、2010年8月1日に大阪府箕面市の府道で複数名でドリフト行為を行ったとして、共同危険行為の疑いで2011年1月11日に逮捕された。これに伴い、D1GPやD1SLの成績や賞金が剥奪された。また、免許取り消し処分となったことでD1ライセンスを失ってしまったため、D1GPやD1SLに参戦できない時期が続いた。
2011年・2012年はMSCチャレンジやドリフトマッスルに出場。2013年からS13シルビアを駆ってD1SLに復帰。タイヤは2010年以前のヨコハマに代わりフェデラルを使用する。2014年には4年ぶり3回目のシリーズチャンピオンとなり、お台場で開催されるD1GPのエキシビジョンへの出場権を獲得する。エキシビジョンの追走では並み居るD1GP選手を改造範囲の狭いD1SL仕様のマシンで打ち破り、決勝で川畑真人に敗れるも準優勝を果たした。
2018年にD1SLの後継シリーズとなるD1ライツに参戦し、免許取消処分により失っていたD1GPのライセンスを再取得。この年よりタイヤはヴァリノを履く。また同年と翌2019年には、オーストラリアのイースタン・クリーク・レースウェイで開催されるワールドタイムアタックチャレンジ（WTAC）のインターナショナル・ドリフトカップにも参戦した。
2019年、D1GPに9年ぶりに復帰。マシンはエンジンを2JZ-GTEに換装したS15シルビアを使用する。同年は第5戦エビスで準優勝、さらに最終戦オートポリスでは追走トーナメント決勝で末永直登を下し初優勝を果たした。
2020年はエンジンブローなどのトラブルに悩まされながらも第7戦筑波で優勝し、シリーズランキング総合5位となる。また、映画『アライブフーン』の主人公が扱うマシンとして自身の使用しているD1車両を使用し、クラッシュシーンも含めカースタントを担当した。
2021年はシーズン後半の第7・8・10戦で優勝し、シリーズ総合ランキングトップに浮上する。迎えた第5・6戦エビスでは、第5戦追走トーナメントベスト8での末永正雄との対戦において、自身の先行時ホームストレートで一度ドリフトが戻ったため再度振り出したところ後追いの末永がそこに追突、押し出される形で第一コーナーの壁へ突っ込む激しいクラッシュとなった。審議の末に中村の勝利が決まり、同時に2021年のシリーズチャンピオンに輝くこととなった。その後ダメージを負ったマシンに修復を施してベスト4へ進出したものの目桑宏次郎に敗れた。しかし翌日の第6戦では追走トーナメント決勝で小橋正典を下し優勝を果たした。
2022年はGM製のV型8気筒エンジンを搭載したS13シルビアにマシンチェンジし、斎藤太吾・松山北斗・上野高広とともにTMARからD1GPに参戦。第1戦富士はエンジンブローでリタイアとなったが、第2・3戦の奥伊吹では2連勝を果たした。その後も安定してポイント獲得を重ね、シリーズを3位で終えた。
2023年はD1GPの他、ヨーロッパで開催されるドリフトマスターズ・ヨーロッパ選手権（DMEC）にもヴァリノのワークスチームから参戦する。D1GPでは、新たに製作したトヨタ・GR86にマシンチェンジ。エンジンは2JZ-GTEに換装されているが、ゆくゆくはV8を載せたいという。序盤はニューマシンを扱いこなせず予選落ちも経験したが中盤以降徐々に成績が上向き、最終的にシリーズを3位で終えた。DMECにはD1GPで2021年まで使用していたS15シルビアで参戦し、第2戦では3位となり日本人初の表彰台を獲得。シリーズランキングは10位となった。
2024年はD1GPの参戦マシンを2022年に使用したV8エンジン搭載のS13シルビアに戻すと発表された。代わりにGR86はフォーミュラドリフトジャパンで使用する。DMECは参戦休止が発表された。2024シーズンは優勝は1回とほかの上位者と比べて少なかったが、シリーズを通して安定した順位で最終戦を迎え、シリーズチャンピオンとなった。FDJにおいては中々成績が安定しなかったものの最終戦の岡山で初優勝を遂げた。

## 人物・エピソード
- ドリフトドライバーとしての活動の一方、奈良県桜井市でチューニングショップの「N-Style」を経営しており、ショップと同名のチューニングパーツブランドも展開している。D1ライツ出場選手の車両製作やメンテナンスサポートもしている。
- 鉄工所で2年ほど働いていた経験があり、ナックルの溶接にはワイヤーが1.2mmの強力な溶接機（ビル等の建設で利用されるものと同等のもの）を使用している。
- 単車時代は忠ヘルを被っており、最近でも「4輪のドリフト競技で使用したら新鮮なんじゃないか」という理由で使用し始めた。
- 追走の後追いに定評があり、先行車に食らいつくような接近度での走行を見せる[11]。
- ホームコースの名阪スポーツランドでの走行を得意とする。2016年には同サーキットCコースの第一コーナーを大きな角度を付けながらアクセルを踏み続けて駆け抜け、大量の煙を出す「爆煙スペシャル」と呼ばれるテクニックをドリフト天国ビデオ内で披露した。なお、この際に履いていた靴はレーシングシューズやスニーカーではなくクロックスのサンダルであり、ハンドルを握る手も素手であった[12]。
- ドライビングポジションはかなり前（ハンドル寄り）である[6]。そのため、競技車両でもオルガンペダルを使わず、マスターバックのある純正ペダルを用いることが多い。
- 近年のドリフト競技では足回りの動きをスムーズにしトラクションを稼ぐために車高を若干高めにセッティングすることがトレンドであるが、「走りは凄くても車がかっこ悪かったらつまらない」[13]として比較的車高を低めにセッティングしている。また、排気音に関してもアクセルを踏んでいない時間があっても、アンチラグシステムの音を大きくして炸裂音のような派手な音を鳴らすなど、単に勝利を狙うだけでなくドリフトを「見せる」ことも追求している。
- マシン造り、セッティングには独特のこだわりを見せる
  - フロントキャンバー角は他の選手と比較して大きい。
  - 2023年にGR86を投入した際にV8から2JZに戻した理由として、「V8のような大排気量エンジンでは低速トルクが強すぎて過空転してしまい思ったように車速が乗らない。2JZに大きいタービンを入れてちょうどいい下の無くし方にした」と語っている。また、2JZでも他の選手はストロークアップを行い3.4リットルや3.6リットル化している選手が多いが、ボアアップのみの3.1Lを好む理由として、「3.1Lなら踏みちぎれるから」と語っている。
  - 基本的に、ハンドルやシートを移動して着座位置を後ろに下げたりはしない。理由として「それが一番いい、リラックスできて」と語っている。
  - 触媒やエキマニ等は音を重視して決めている。「1000馬力あっても音が良くないと気分的に600馬力になる」とのこと。ちなみにエキマニはオートサービスMORI、触媒はHKSのものがいいという(2JZの場合)。
  - 基本的に塗装はラメ入りのキャンディ塗装。
- ひょうきんで天然キャラな一面もある。
  - 地元の後輩やN-Styleの客がいかす走り屋チーム天国に出場した際、サポート役としてしばしば会場に同行していた。その際、関係ないチームの紹介に勝手に紛れ込み、審査員にツッコまれるのがお約束だった。一方で、横転など大クラッシュが起きると真っ先に救助に駆けつける光景も見られた。
  - 2010年にビデオオプションの企画で日本海間瀬サーキットにて行われたドリフトとグリップの混合レースでは、トップでゴールした後も競技走行を続けてダブルチェッカー（一度チェッカーフラッグを受けたにもかかわらず、ピットインせずに走行してもう一度チェッカーフラッグを受けてしまうこと）となり、周回数減算のペナルティを受けて優勝を逃した[14]。また、同企画の冒頭では、賞金額を表現した「三桁」という言葉の意味を鈴木学から聞かれて「3万円」と答えている[15]。
  - D1SLやD1GPで選手代表の挨拶を任されると、常にタジタジな挨拶で会場を笑わせる。自称「挨拶の鬼」。その際、「本日はお日柄もよく」「本日は足元も悪い中」等、天気の話から入ることが多い。
  - 2008年のD1SLの開幕戦ではドライバーパスを首にぶら下げたまま走行していた。
  - D1SL時代は車検に落ちることが多く、毎回修復して再車検を行っていたため、毎回ドライバーと金槌とガムテープを車検場に持ってきていることを、鈴木学が2008年のD1SLの開幕戦で語っていた。
  - 2009年、エビスサーキット南コースにて開催されたD1SL第2戦の表彰式にてシャンパンで濡れた縁石に足を取られてしまい、盛大に転倒した。[16]
  - 2009年のD1SL第4戦のインタビューにて「ここ（頭）のコンピューターが動くんで」「IDが入ってるんです。」と発言した。それに対し、「IDってなに？」と聞かれると、「わからないっす、適当言っただけです」と返した。その後、ドリフト天国の企画でMチャレに参戦した際に、先述の逮捕の為か身分を隠すため「ミスターID」という覆面選手としてエントリーした。
  - 2009年のD1SL第4戦にて、セミファイナルの際、追走サドンデス3回目のスタート時にハンドルを1回転きったことを忘れたままスタートしてしまい、危うくカメラマンをひきかけた。
  - 2009年のD1SL第6戦の前に行われたビデオオプションの取材で、秘密の特訓と称して車1台分ほどの幅しかない狭い農道で軽自動車を使用し、ドリフトの練習を行っていた。その際、取材中に横転してしまいギャラリーの爆笑が起こった[17]。
  - 2009年のD1SL第6戦の表彰式にてシャンパンファイトを行う際に、シャンパンのコルクが硬く開けるのに苦労した。スポッターの内海彰乃が見かねて協力したところ、コルクが破損し開かなくなってしまったため、結局シャンパンファイトは行われなかった。
  - 2010年のD1SL第6戦の優勝インタビューにて、リーガルの意味を聞かれたが答えられず、「合法的なという英語です」と教えられると「ゴーホーという英語」だと勘違いした。
  - 2021年D1GP最終戦でのシリーズチャンピオン表彰式にて、当時N-Styleにて開発中だった電子ホーン「極音ホーン」のプロトタイプをマシンに装備し、ホーンを鳴らしながら入場した。ホーンが発した音が往年の走り屋よろしく挑発的だったことで会場の笑いを誘った[18]。
  - 2022年のD1GP第2戦、第3戦 奥伊吹の告知を行ったが、カンペの漢字や英語が読めずタジタジな告知となってしまった。具体的に読めなかったのは「The stadium」と「近隣」。
  - 2022年に翌2023年は新車ZN8型のGR86を投入することを発表した際、「（他のチームのZN8と）一緒に走って（ZN8の動きが）良さそうだと思ってる？」という質問に対し「去年(2021年)から藤野選手と走ってて、結構やっぱり進んでるんですよね」と返していたが、2021年に藤野秀之が使用したのはZN6型の86である。
  - 2023年のオートサロンのデモラン中にマシントラブルが発生し、車両の状態を心配されたが、後に原因はラジエーターのウォーターポンプのスイッチを押し忘れたことによるオーバーヒートであることが判明した。
  - 2023年に筑波サーキットにてD1車両でのタイムアタック企画が行われた際に、同企画に参加した横井昌志は車両をタイムアタック用にセットアップしたのに対し、中村直樹はD1GPで使用した仕様のまま参加した。結果、アンダーステアが強く、まともに走行ができなかった。ベストタイムは1:03.047。また、同企画中に水温対策でウォータースプレーを作動させ、車両から液体が垂れてしまい、オレンジディスク旗を振られた。
- ビデオオプションの企画で体力測定選手権を行った際は、握力49.6kg、背筋201.5kgで総合優勝した[19]。
- 音吉ファミリーの藤尾明仁と共にBM杯のツインドリに参戦する際に、藤尾明仁のボディーカラーの紫と、自身のボディーカラーのピンクメタリックをグラデーションにしたのが、現在のN-styleのピンク紫カラーの由来。
- アライブフーンの撮影にて、ペットポトルを5本並べて一斉に倒すというシーンを撮影。スケジュールには「成功するまで帰れない」と書いてあったにもかかわらず、たった2本走行しただけで成功してしまった。その後、失敗のシーンを撮影するにも上手すぎて失敗せず、わざとペットポトルの位置をずらしてようやく失敗したという。
- 2024年のシリーズチャンピオン獲得時に、川畑真人がシリーズ2位の日比野哲也と対戦し、勝利したことで中村のシリーズチャンピオンが決定したため、対戦終了直後に川畑のマシンに駆け寄り、感謝を伝える場面があった。